# Osinniki
Osinniki (ros. Осинники) – miasto na Syberii w azjatyckiej części Federacji Rosyjskiej, w obwodzie kemerowskim. Ośrodek wydobycia węgla kamiennego wchodzący w skład Kuźnieckiego Zagłębia Węglowego. Ossinniki położone są wzdłuż linii kolejowej pomiędzy stacją Kandalep (Кандалеп) i Nowokuźnieck. W mieście znajdują się dwie linie tramwajowe.

## Geografia
Ossinniki położone są w południowej części Kuzbasu, około 25 km na południowy wschód od Nowokuźniecka. Miasto rozciąga się w dolinie rzeki Kandalep aż do zbiegu z rzeką Kondoma, lewym dopływem Tomu. Znajduje się w strefie klimatu kontynentalnego.

## Historia
Miejscowość powstała w 1926 jako Osinówka, w związku z budową kopalni węgla kamiennego. Osada otrzymała prawa miejskie i obecną nazwę w 1938. W trakcie II wojny światowej zsyłano do pracy w Osinnikach Polaków ze wschodnich rejonów II Rzeczypospolitej. Przez ponad 3 lata w tutejszej kopalni pracował polski ekonomista prof. Ber Haus.

## Przemysł
Wydobycie węgla kamiennego przez szyby Alarda (Аларда) i Kapitalnaja (Капитальная). Niedaleko od Osinnik w Kaltan położona jest elektrociepłownia Południowy Kuzbas GRES (Южно-Кузбасская ГРЭС/Yuzhno-Kusbasskaja GRES).

## Demografia
| Rok  | Liczba ludności |
| ---- | --------------- |
| 1939 | 25.800          |
| 1959 | 67.600          |
| 1979 | 59.800          |
| 1989 | 62.600          |
| 2002 | 51.057          |
| 2009 | 46.925          |